# Овдієнко Петро Павлович
Овдієнко Петро Павлович(14 травня 1959 — 11 вересня 2009) — історик, фахівець в галузі дослідження подій Української революції 1917—1921 рр.

## Життєпис
Овдієнко Петро Павлович народився 14 травня 1959 року в с. Хороше Озеро Борзнянського району на Чернігівщині у селянській родині.
В 1981 р. з відзнакою закінчив історичний факультет Київського державного університету ім. Т. Г. Шевченка, отримавши направлення на роботу до Ніжинського державного педагогічного інститут ім. М. В. Гоголя. Надалі 28 років свого життя П. П. Овдієнко віддав Ніжинській вищій школі. Тут він пройшов шлях від асистента до провідного доцента кафедри історії України.

## Досягнення
За час викладацької роботи Петром Павловичем була розроблена низка академічних курсів з історії СРСР, історії України, історичної географії, політичної історії, історії політичних і правових вчень та інших дисциплін.

## Пам'ять про Петра Павловича

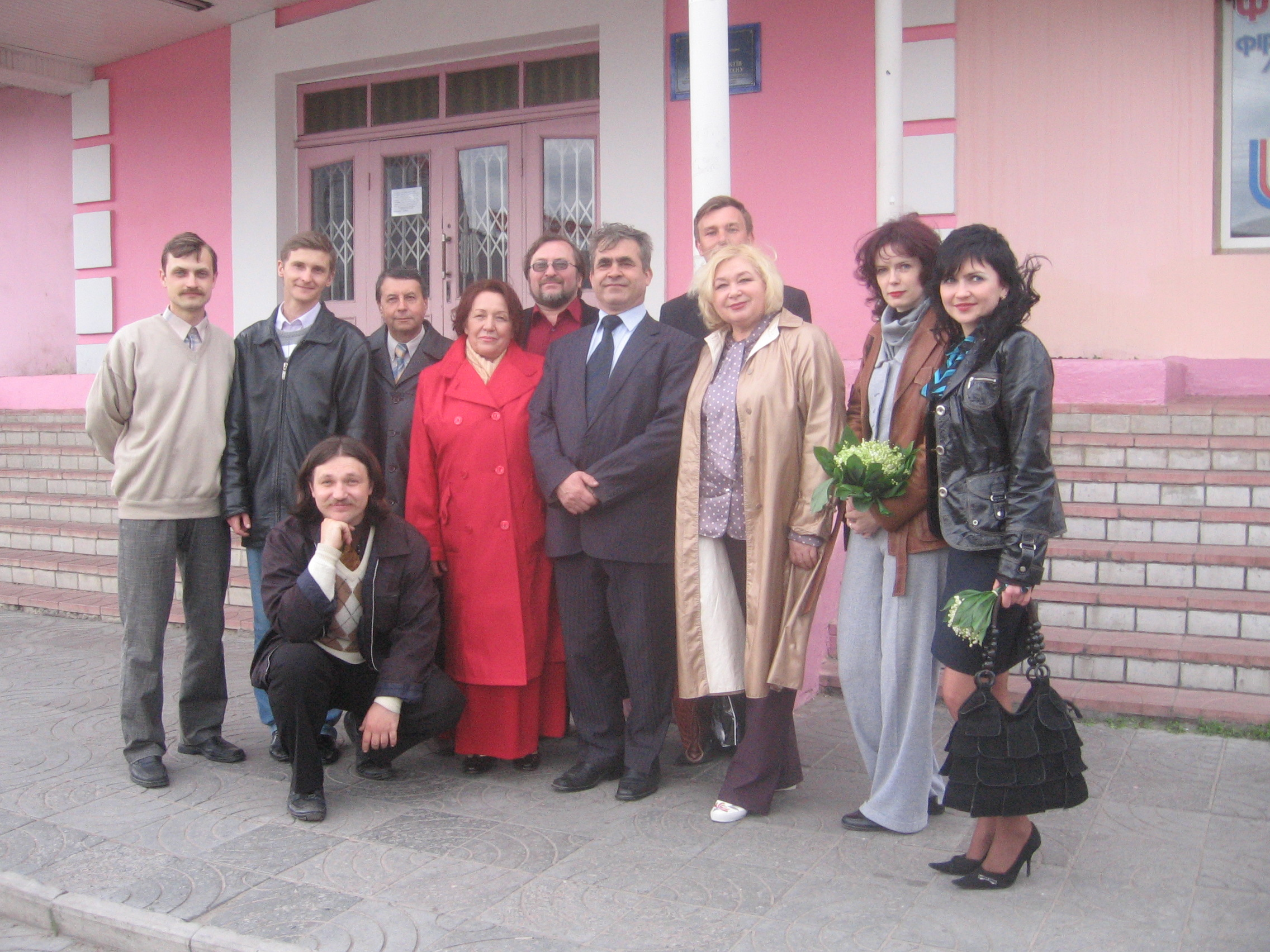
50-ти річчя Овдієнка П. П. Дата: 14.05.2014

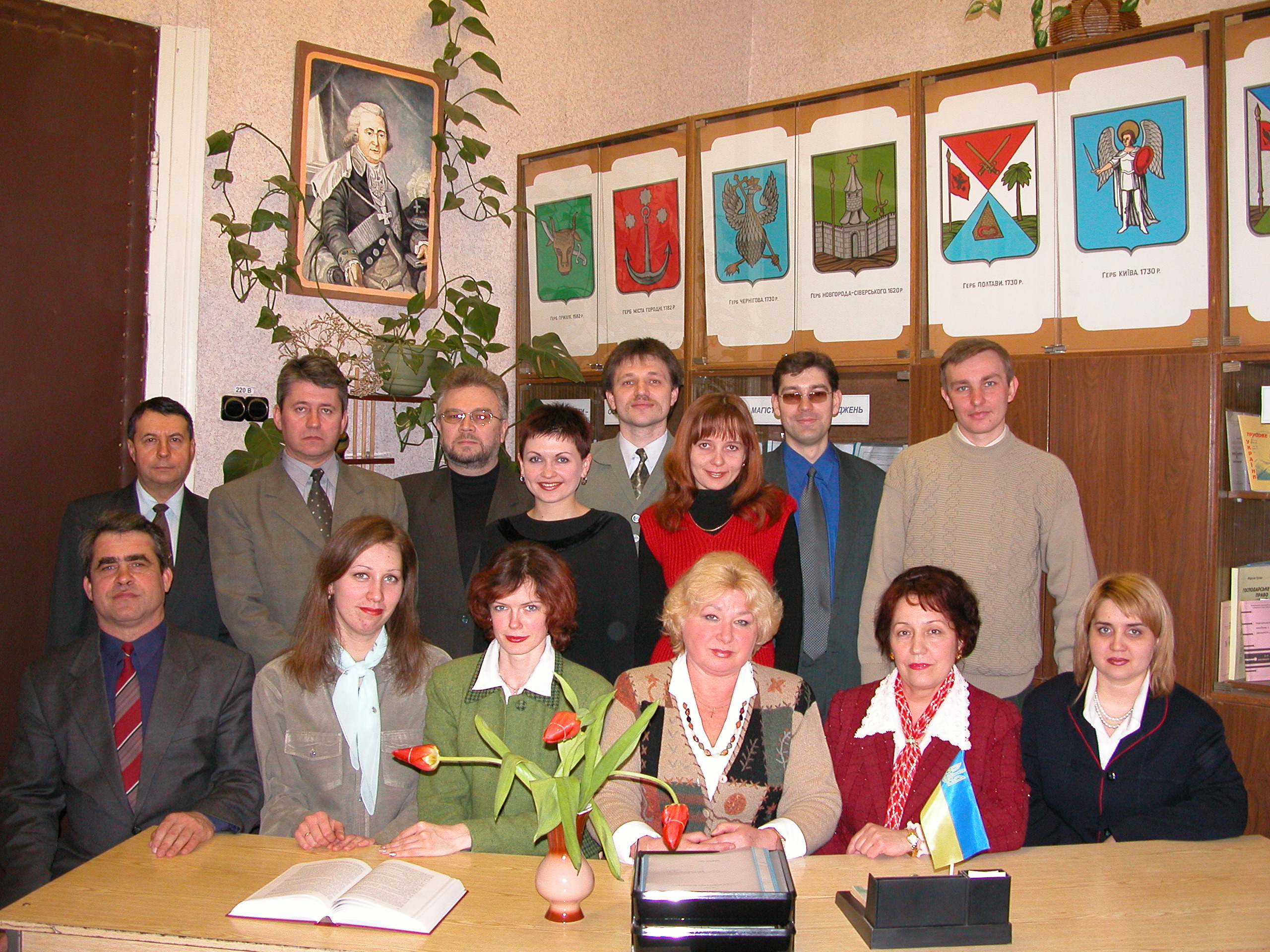
Кафедра історії України та правознавства, 2004 рік (у першому ряді ліворуч знаходиться Овдієнко П. П.)

11 вересня 2009 року П. П. Овдієнко загинув внаслідок наїзду автівки під час велосипедної прогулянки Ніжином у районі залізничного мосту.
Колегам, студентам, усім хто його знав, Петро Павлович Овдієнко запам'ятався своєю життєрадісністю, незгасимою творчою енергією, нездоланним життєвим оптимізмом. Він без перебільшення належав до когорти тих, хто запалював серця прагненням до життя, прагненням до пізнання, прагненням до творчості.

## Деякі колективні праці

Овдієнко П. П., Страшко Є. М. Нариси з історії України ХІХ — початку XX ст. (вигляд посібника)

Овдієнко П. П., Потапенко М. В. Нариси з історії України ХІХ — початку XX ст. (вигляд посібника)

1. Файл:Овдієнко П.П., Страшко Є.М. Нариси з історії України XIX - початку XX ст. ( вигляд посібника).jpgОвдієнко П. П., Страшко Є. М. Нариси з історії України ХІХ — початку XX ст. (вигляд посібника)Овдієнко П. П., Потапенко М. В. Нариси з історії України ХІХ — початку XX ст. (вигляд посібника)Історія політичних та правових вчень: навчально-методичні матеріали та плани семінарських занять для студентів II курсу денної форми навчання / П. П. Овдієнко, Г. М. Дудченко ; — Ніжин: НДПУ ім. М. Гоголя, 2003.
2. Історія України ХІХ — початку XX століття: методичні рекомендації до практичних занять для студ. 3-го курсу історико-правознавчого фак-иу / П. П. Овдієнко, О. В. Крупенко ; — Ніжин: НДПУ ім. М. Гоголя, 2003.
3. Програма підсумкового екзамену з історії / О. Д. Бойко, П. П. Моціяка, Є. М. Страшко, П. П. Овдієнко та ін. — Ніжин: НДПУ ім. М. Гоголя, 2003.
4. Історія політичних і правових вчень: навч. метод. посібник / Г. М. Дудченко, П. П. Овдієнко. — Ніжин: НДПУ ім. М. Гоголя, 2004.
5. Нариси історії України XIX — початку XX століття: навчальний посібник / П. П. Овдієнко, Є. М. Страшко. — Ніжин: Аспект, 2001.
6. Історія України ХІХ — початку XX століть: програма навчального курсу (за вимогами кредитно-модульної системи) / уклад.: П. П. Овдієнко, М. В. Потапенко. — Ніжин: НДУ ім. М. Гоголя, 2007.